# Cerhenice
Cerhenice (en allemand : Zerhenitz) est un bourg (městys) du district de Kolín, dans la région de Bohême-Centrale, en République tchèque. Sa population s'élevait à 1 749 habitants en 2020.

## Géographie
Cerhenice se trouve à 9 km au sud-sud-est de Poděbrady, à 11 km au nord-ouest de Kolín et à 46 km à l’est de Prague.
La commune est limitée par Vrbová Lhota au nord, par Sokoleč au nord-est, par Velim à l'est, par Břežany I au sud, par Plaňany au sud-ouest, et par Dobřichov et Ratenice à l'ouest.

## Histoire
La première mention écrite de la localité date de 1295. La commune le statut de městys depuis le 23 janvier 2007.

## Administration
La commune se compose de deux quartiers :
- Cerhenice
- Cerhýnky